# Brya
Brya é um género botânico pertencente à família Fabaceae.